# Història del Senegal

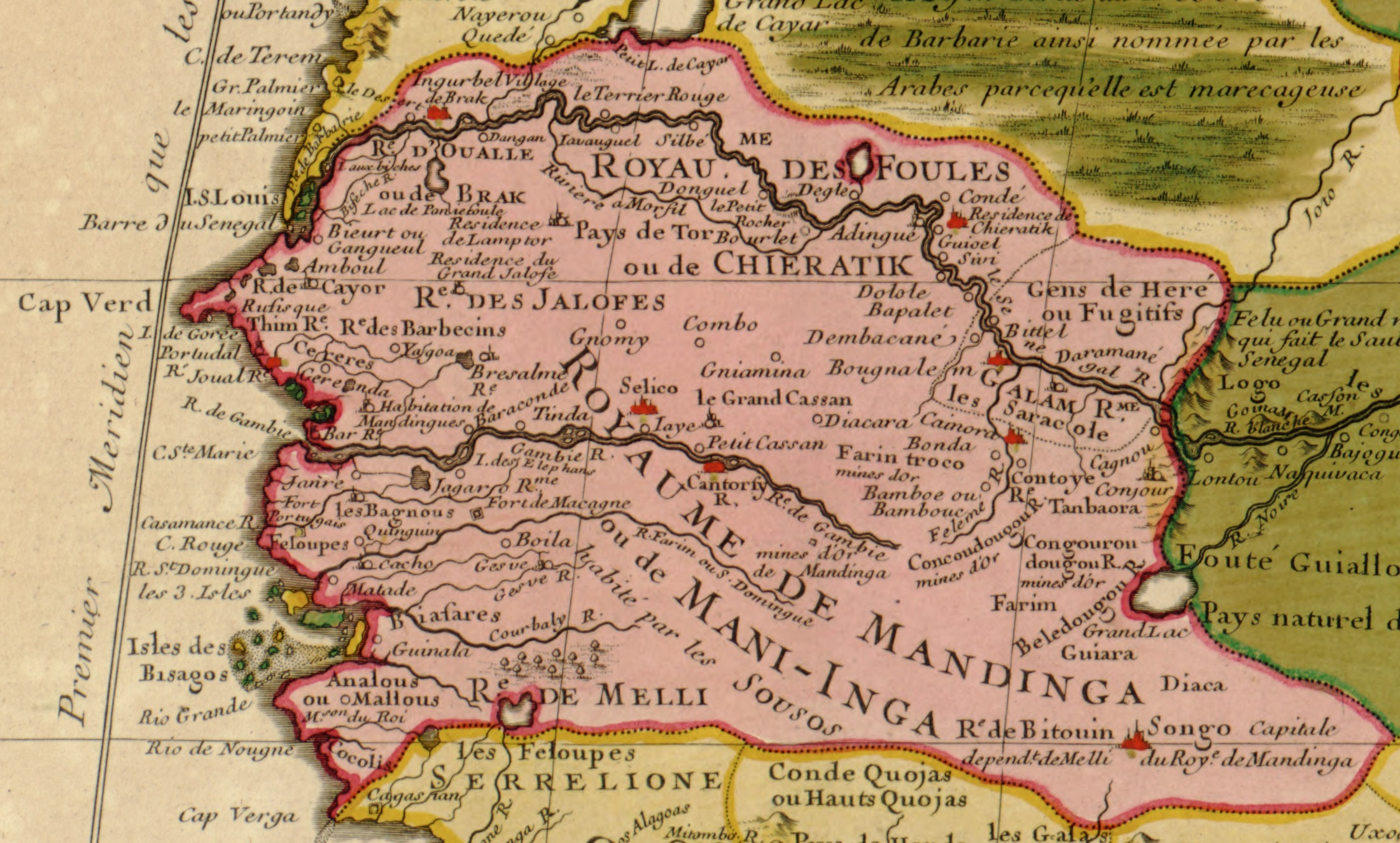
Mapa del Senegal de Guillaume Delisle (1770).

La història del Senegal és rica i antiga. Troballes arqueològiques per tota l'àrea indiquen que el Senegal va estar habitat en temps prehistòrics. L'Islam es va establir a la vall del riu Senegal al segle xi; El 95% dels senegalesos d'avui dia són musulmans. En els segles xii i xiv l'àrea va estar sota la influència dels imperis Mandinga, a l'est, l'imperi Jolof del Senegal també va ser fundat durant aquest temps. Al segle xvi l'imperi Jolof es va dividir en quatre regnes competidors: els Jolof, Waalo, Cayor i Baol.

## Prehistòria

### Paleolític
L'evidència més primerenca d'ocupació humana al Senegal es va trobar a la vall del riu Falémé. La presència de l'home el baix paleolític està testimoniada pel descobriment d'instruments de pedra característics de l'Acheulià com a destrals de mà de les que va informar Théodore Monod a la punta de Fann a la península de Cap Verd el 1938, o en fulles trobades al sud-est. S'han trobat també pedres conformades mitjançant la tècnica Levallois, característica del Paleolític mitjà. La indústria mosterià està representada per rascadors trobats a la península de Cap Verd, així com a les valls mitjanes i baixes del riu Senegal i del Falémé. Algunes peces s'han relacionat directament amb la caça, com les trobades a Tiémassass, prop de M'Bour, un lloc controvertit és que alguns pertanyen al Paleolític superior, mentre que altres argumenten a favor neolític.

### Neolític
A Senegambia, el període durant el qual els caçadors-recol·lectors-pescadors van passar a sendentaritzar-se i convertir-se en agricultors i artesans està ben estudiat. Al registre arqueològic, s'observa l'aparició d'objectes elaborats i ceràmica. Encara que aquestes troballes no cobreixen tot el territori i hi ha regions sense gaire informació. Tot i que les característiques i les manifestacions d'aquesta cultura neolítica n'estan ben identificats l'origen i la relació amb altres àrees encara necessita més estudi. El que s'ha trobat és això:
- L'excavació de Cap Manuel: el dipòsit del Dakar manuelino va ser descobert en 1940. Aquest dipòsit mostra que sue van utilitzar trossos de basalt, i incloent ankaramita, per fabricar estris microlítics com destrals i plans. Aquests utensilis es van trobar a Gorea i a les illes de la Magdalena, cosa que indica que existia l'activitat de construcció de vaixells per part dels pescadors propers.
- L'excavació de Bel-Air: les eines enolítiques de Bel-Air estan fetes usualment de sílex i s'han trobat a les dunes occicentals, prop de la capital. A més de destrals, aixades i terrisseria, es va trobar una estatueta, la Venus de Thiaroye.[5]
- L'excavació de Khant: el rierol de Khant, situat al nord prop de Qajar a la part baixa de la vall del riu Senegal, s'usa per anomenar la indústria neolítica que utilitza principalment os i fusta.[6]
- L'excavació de riu Falémé situada al sud-est del Senegal, ha posat al descobert utensilis neolítics que van ser fabricats i polits usant materials tan diversos com gres, hematita, shale, quars i sílex. A més, hi ha terrisseria ben conservada procedent d'aquest lloc arqueològic.
- Les civilitzacions neolítiques de la vall del riu Senegal i de Ferlo són les que es coneixen pitjor pel fet que no sempre es diferencien de les anteriors.

### Protohistòria

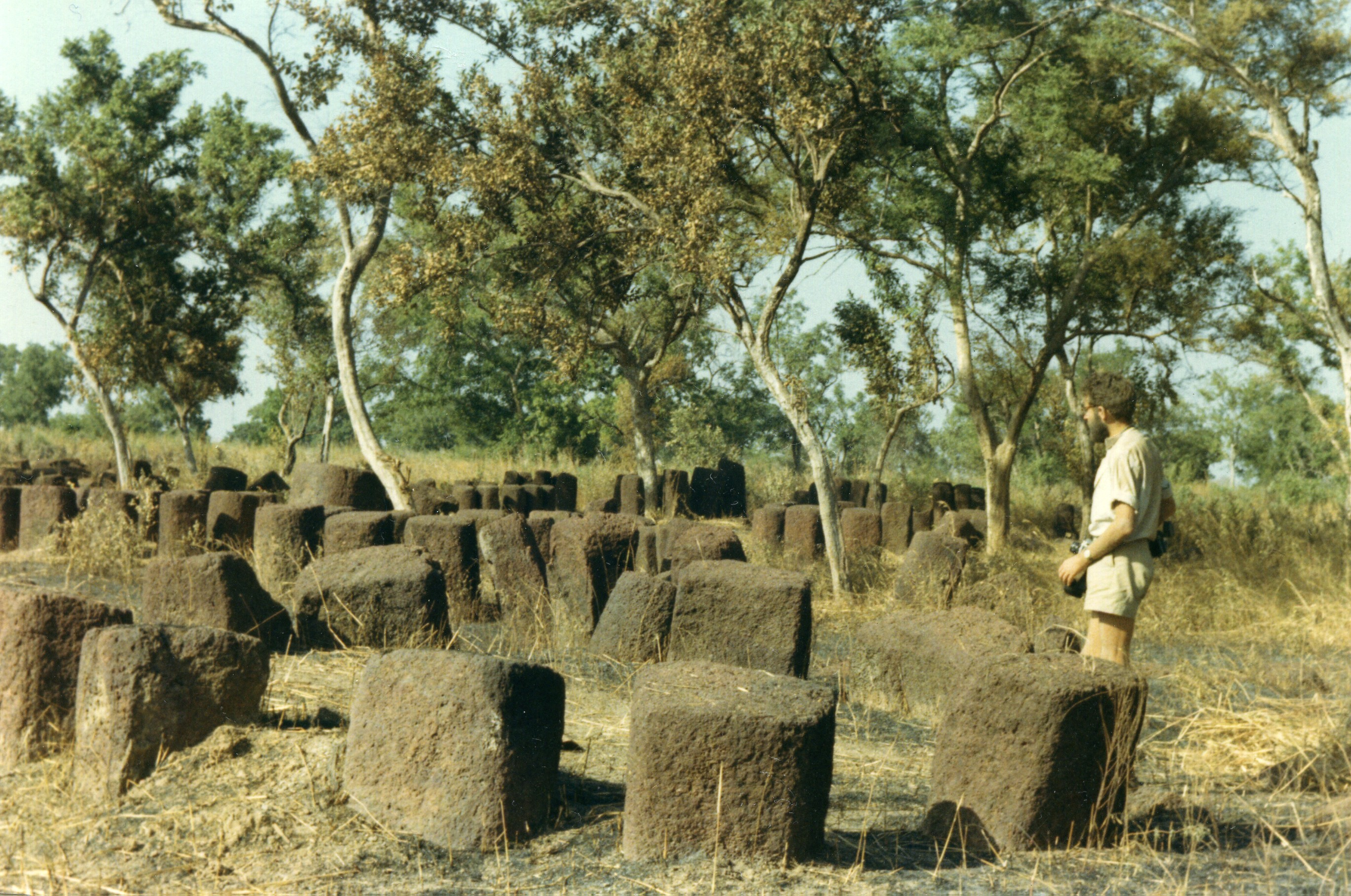
Alineacions megalítiques al Senegal

En el cas del Senegal, la periodització de la protohistòria segueix sent controvertida. De fet, sovint es compara amb l'edat dels metalls, situant-la entre la primera metal·lúrgia i l'aparició de l'escriptura. Tanmateix, aquesta definició eurocèntrica sembla poc adequada a les realitats africanes. És per això que cal tenir en compte altres enfocaments, com el de Guy Thilmans i el seu equip que, des de 1980, estimava que tota l'arqueologia de l'època precolonial es podria unir a aquesta denominació, o fins i tot la de Hamady Bocoum que parla d'"arqueologia històrica" des del segle iv, almenys per a l'antic Takrur.

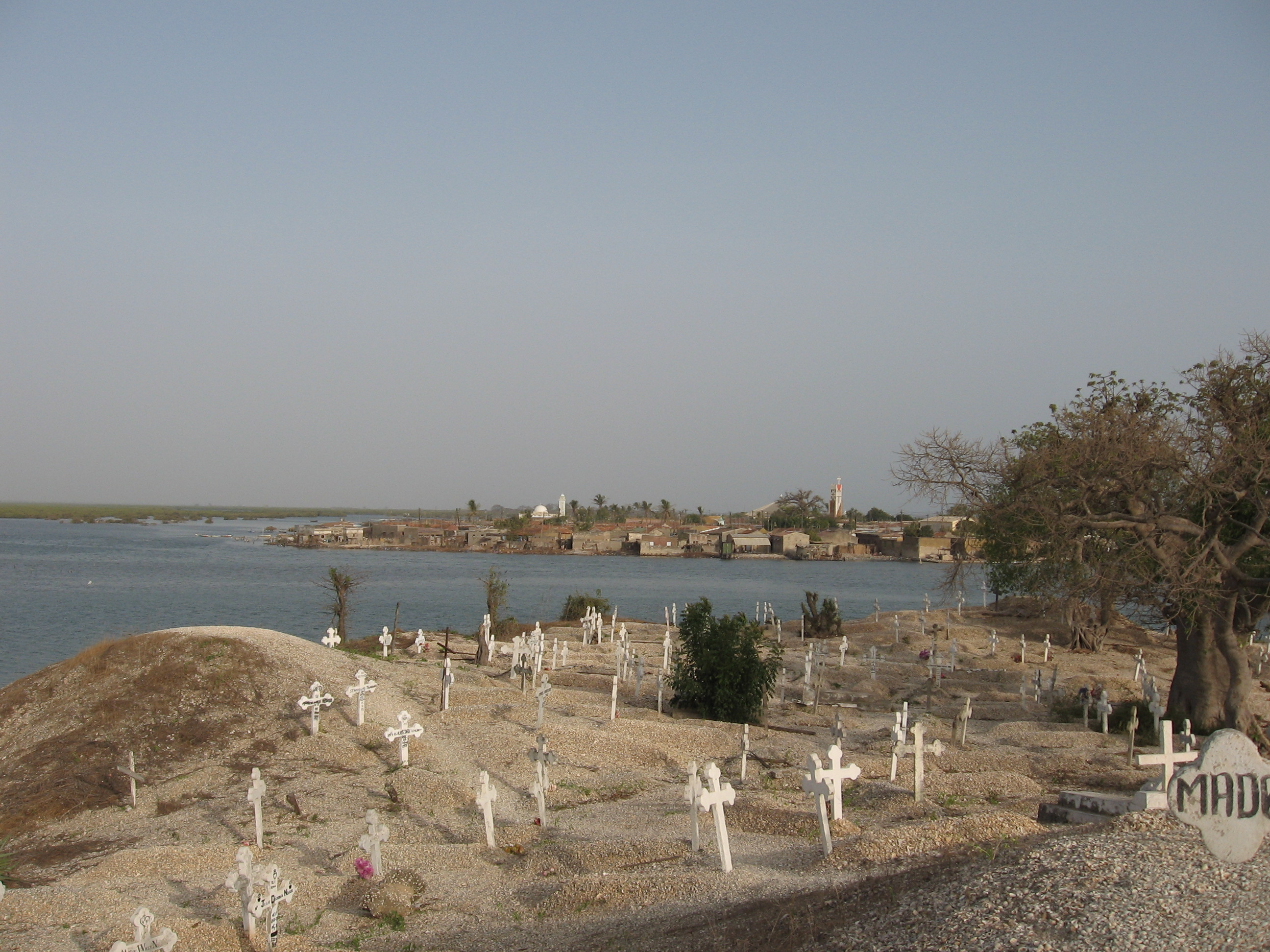
Sambaquis al cementiri de Fadiouth

Encara que el debat encara no estigui resolt, no hi ha dubte sobre l'abundància d'aquestes restes, especialment a l'oest del país, a les valls fluvials i prop de la frontera amb Gàmbia.
- A la costa i als estuaris fluvials dels rius Senegal, Saloum, Gàmbia i Casamance, túmuls funeraris amb grups de petxines sovint anomenats sambaquis. 217 d'aquests cúmuls s'han identificat només al delta del Saloum[9] per exemple a Joal-Fadiouth,[10] Els monticles del delta del Saloum es remunten fins al 400 aC, i part del delta del Saloum és ara un Patrimoni de la Humanitat. S'hi van construir llocs funeraris o túmuls durant els segles VIII al XVI.[11] També es troben al nord prop de Saint-Louis,[12] i a l'estuari de la Casamance.[13]
- Occident és ric en túmuls funeraris de sorra que els wòlofs anomenen mbanaar, que es tradueix en "tombes",[14] també s'ha descobert un pectoral d'or massís de 191 g a prop de Saint-Louis.[15]
- En una enorme superfície de prop de 33,000 km 2 situat al centre-sud al voltant de Gàmbia s'han trobat alineacions de blocs coneguts com els Cercles megalítics de Senegambia que van ser inclosos a la llista de llocs del Patrimoni Mundial de la UNESCO l'any 2006.[16] Dos d'aquests llocs es troben dins del territori del Senegal: Sine Ngayène[17] i Sine Wanar, tots dos situats al departament de Nioro du Rip. Sine Ngayène té 52 cercles de pedra un cercle doble. A Wanar, són 24 i les pedres són més petites. Hi ha figures tallades en pedra a la laterita, en forma d'Y o A.
- L'existència de ruïnes protohistòriques a la vall mitjana del riu Senegal es va confirmar a finals de la dècada de 1970.[18] S'ha descobert ceràmica, discos ceràmics perforats[19] o ornaments. Les excavacions al lloc de Sinthiou Bara,[20] prop de Matam, han resultat especialment fructíferes. Han revelat, per exemple, el flux del comerç transsaharà des de parts llunyanes del nord d'Àfrica.

## Període precolonial
Al territori de l'actual Senegal es troben diversos pobles de les famílies lingüístiques mandé occidentals i senegambiana (atlàntica septentrional). Aquests dos grups només estan remotament relacionats, per la qual cosa podrien correspondre pobles que van entrar en diferents moments al Senegal. La major part dels lingüistes accepta que hi ha una relació llunyana entre les llengües mandé, les llengües atlàntiques i altres llengües nigerocongoleses. Algunes de les principals ètnies actuals del Senegal com els serere, els wòlof o els fula parlen llengües senegambianes.
El primer imperi conegut que va ocupar territoris de l'actual Senegal és el de Takrur que va perdurar entre el segle ix i el segle xiii. L'Islam es va establir a la vall del riu Senegal al segle xi. Actualment, el 84% dels senegalesos són musulmans. L'imperi de Ghana que perduraria fins al segle xiii va exercir cert influx cultural i comercial sobre el Senegal. També entre els segles xii i xiv, l'àrea va estar sota la influència dels imperis mandinga de l'Est com l'imperi de Mali.
L'imperi Iòlof del Senegal també va ser fundat durant aquest temps i és l'únic d'aquests regnes i imperis africans l'origen dels quals és senegalès autòcton. Al segle xvi, l'imperi Iòlof es va dividir en quatre regnes competidors: els Wòlof, Waalo, Cayor i Baol.

## Colonització
Diverses potències europees, Portugal, els Països Baixos i Anglaterra, van competir pel comerç a l'àrea des del segle xv, fins que el 1677, França va acabar amb la possessió del que s'havia convertit en un important punt de partida del comerç d'esclaus, l'illa de Gorée propera a Dakar. Va ser només en els anys 1850 que els francesos, sota el governador Louis Faidherbe, van començar a expandir-se en el mateix territori senegalès. El 1858 fou ocupada Walo a la riba senegalesa del riu Senegal i els maures allí establerts foren expulsats. Mohammed Al-Habib de l'emirat de Trarza i Mohammed Sidi Ould Mohammed de l'emirat de Brakna van haver de signar tractats que reconeixien la sobirania francesa sobre les seves poblacions a la proximitat del riu i en garantien el lliure comerç en 1858.

## Independència
El gener del 1959 el Senegal i el Sudan francès es van unir per formar la Federació de Mali, que va esdevenir una nació totalment independent el 20 de juny del 1960, com a resultat de la independència i l'acord de transferència del poder signat amb França el 4 abril del 1960. A causa de dificultats polítiques internes, la Federació es va dissoldre el 20 d'agost del 1960. El Senegal i el Sudan (reanomenada com la República de Mali) van proclamar la seva independència. Léopold Senghor, un conegut poeta internacional, polític i estadista, va ser triat com a primer president del Senegal l'agost del 1960.
Després de la dissolució de la Federació de Mali, el President Senghor i el Primer Ministre Mamadou Dia van governar junts sota un sistema parlamentari. El desembre del 1962 la seva rivalitat política va portar a un intent de cop d'Estat pel Primer Ministre. El cop va ser reduït sense vessament de sang i Dia va ser arrestat i empresonat. El Senegal va adoptar una nova constitució que va consolidar el poder del president. El 1980 el President Senghor es va retirar de la política i li va transferir el càrrec al seu successor triat a mà, Abdou Diouf, el 1981.

## Senegàmbia
El Senegal es va unir amb Gàmbia per formar la confederació de Senegàmbia l'1 de febrer del 1982. No obstant això, la integració imaginada dels dos països mai es va dur a terme i la unió va ser dissolta el 1989. Malgrat els diàlegs de pau, un grup separatista del sud a la regió de Casamance s'ha enfrontat esporàdicament amb les forces governamentals des del 1982. El Senegal té una llarga història de participació a mantenir la pau internacional.

## El Senegal actual
Abdou Diouf va ser el president entre el 1981 i el 2000. Va fomentar una més àmplia participació política, va reduir la intervenció del govern en l'economia i va ampliar els compromisos diplomàtics del Senegal, particularment amb altres països en desenvolupament. La política interna de vegades es va desbordar en violència de carrer, tensions a les fronteres i un moviment separatista violent a la regió del sud de Casamance. Tanmateix, el compromís del Senegal amb la democràcia i els drets humans s'ha consolidat amb el temps. Diouf va servir quatre mandats com a president. En l'elecció presidencial del 2000 va ser derrotat en una lliure i justa elecció pel líder de l'oposició Abdoulaye Wade. El Senegal va experimentar la seva segona transició al poder pacífica i la primera d'un partit polític a un altre.
L’aigua salada fluïa riu amunt al riu Senegal fins a Dagana durant la temporada seca i per prevenir-ho es va construir la presa de Diama, que es va acabar en 1986, prop de la desembocadura del riu i permet el conreu d'arròs i assegura el proveïment de l'aigua dolça canalitzada fins Dakar des del llac de Guiers.
El 30 de desembre del 2004 el president Abdoulaye Wade va anunciar que signaria un tractat de pau amb dues faccions separatistes del Mouvement des Forces Démocratiques de la Casamance (MFDC) a la ragió de Casamance. Això posava fi al conflicte civil més llarg de l'Àfrica Occidental. A finals de 2006, semblava que el tractat de pau s'estava celebrant, ja que ambdues faccions i l'exèrcit senegalès semblaven honrar el tractat. Amb perspectives reconegudes de pau, els refugiats van començar a tornar a casa des de la veïna Guinea-Bissau. No obstant això, a principis del 2007, els refugiats van començar a fugir de nou, ja que la visió de les tropes senegaleses va reavivar els temors d'un nou esclat de violència entre els separatistes i el govern.
Abdoulaye Wade va reconèixer la derrota davant Macky Sall a les eleccions de 2012. Al febrer de 2019, el president Macky Sall va ser reelegit per un segon mandat. La durada del mandat presidencial es va reduir de set anys a cinc.
El març de 2024, el candidat de l'oposició Bassirou Diomaye Faye va guanyar les eleccions presidencials davant el candidat de la coalició governant, convertint-se en el president més jove de la història del Senegal.